# 語彙統計学
語彙統計学（ごいとうけいがく、lexicostatistics）は、語彙の語根を定量的に比較する比較言語学上の方法。語根の対応度合いによってのみ言語の系統図を作成する考え方である。
なお、言語年代学は「基礎的な語彙は比較的一定した速度で変化する」という仮定のもとに、語彙統計学を適用し、系統を同じくする2つの言語が分岐した年代を見積もる方法である。
アメリカの言語学者モリス・スワデシュによる1950年代の論文によって、語彙統計学が展開された。